# FIFA 10
Az EA Sports 2009-ben is kiadta FIFA-játékát, mely a futball világába kalauzolja el a játékosokat. A játékmenet és grafika ismét élethűbb lett, míg egyre több csapattal lehet játszani. Lehet barátságos mérkőzést, bajnokságot, s egy egész karriert is játszani. A játékos mellett saját csapatot is lehet gyártani. Mindez nagy örömre szolgált a rajongóknak, de a magyarok legnagyobb boldogsága az volt, hogy lehet magyar kommentátorral is játszani. Hajdú B. István és Faragó Richard közvetít magyar nyelven.